# ری (جنگ ستارگان)
رِی (انگلیسی: Rey؛ با نام رِی اسکای‌واکر نیز شناخته می‌شود) شخصیتی تخیلی در فرنچایز جنگ ستارگان و قهرمان اصلی سه‌گانهٔ دنبالهٔ فیلم است. این شخصیت توسط لارنس کاسدان، جی. جی. آبرامز و مایکل آرندت برای جنگ ستارگان: نیرو برمی‌خیزد (۲۰۱۵)، نخستین بخش از سه‌گانهٔ فیلم، پدید آمده‌است و توسط دیزی ریدلی به تصویر کشیده شده‌است. رِی در فیلم‌های دنبالهٔ، جنگ ستارگان: آخرین جدای (۲۰۱۷)، جنگ ستارگان: خیزش اسکای‌واکر (۲۰۱۹) و همچنین رسانه‌های مرتبط به جنگ ستارگان ظاهر شده‌است.
رِی به عنوان یک زباله‌گرد معرفی می‌شود که در دوران کودکی در سیاره جاکو به حال خود رها شده‌است. او سپس در برابر محفل یکم ایستادگی می‌کند. رِی نیروی بسیار زیادی دارد و سپس تحت نظر لوک اسکای‌واکر و ژنرال لیا به عنوان یک جدای آموزش می‌بیند و با دشمنانی مانند کایلو رن، پیشوای عالی اسنوک و امپراتور دوباره زنده‌شده پالپاتین—که در ظهور اسکای‌واکر مشخص می‌شود پدر بزرگش است— روبرو می‌شود. رِی و کایلو رن با وجود اینکه دشمن همدیگر هستند، در ارتباطی به نام «فورس داید» با یک‌دیگر مشترک می‌شوند و سرانجام آن‌ها درگیر عشق و علاقه میان خود می‌شوند. رِی بعدها نام «اسکای‌واکر» را برای احترام به استادان و میراث خانوادگی خود برگزید. او به‌عنوان آخرین جدای، مأموریت مادام‌العمر خود را برای بازسازی آیین جدای انجام می‌دهد.
استقبال از شخصیت و عملکرد ریدلی در نقش‌آفرینی این شخصیت مثبت بوده‌است. ریدلی برای بازی در نقش رِی افتخارات متعددی از جمله دو نامزدی دریافت جایزه ساترن بهترین بازیگر نقش اول زن کسب کرده‌است.

## توسعه

### ایجاد
فیلمنامه‌نویس مایکل آرندت گفت که کاتلین کندی رئیس لوکاس فیلم برای نوشتن سه‌گانه دنباله در آغاز سال ۲۰۱۲ پیشنهاد کرده اما هنگامی که به او گفته شد که فیلم در مورد یک زن جدای است او با جرج لوکاس ملاقات کرد. او ابتدا به عنوان یک زن جوان به نام کیرا توصیف شده بود و آرندت او را یک زن انزوا طلب و بی‌پروا معرفی کرده‌است.  آرندت گفت که این زن جوان، شخصیت اصلی داستانش در اولین ملاقاتش با لوک اسکای‌واکر تحت فشار قرار دارد. ریدلی نیز یادآور شد که جی. جی. آبرامز کارگردان و نویسنده در هنگام فیلمبرداری در ابوظبی به فکر یک نام جدید با عنوان "ری" افتاد. 
آبرامز نیز در ایجاد یک شخصیت مهم در سه‌گانه جدید در بحث‌های اولیه خود با نویسنده لارنس کاسدان، اظهار داشت که در ایجاد یک مفهوم کلی زن در مرکز داستان هیجان زده‌است. او گفت «ما همیشه می‌خواستیم ری را به عنوان شخصیت مرکزی بنویسیم» و همچنین حضور دیگر زنان برای ما اهمیت داشته‌است. کندی اظهار داشت که «ری نسل جدید لوک اسکای‌واکر است». پس‌زمینه ری را به عنوان یک بیگانه و کسی که از حقوق خود محروم شده‌است، نشان می‌دهد.
دیزی ریدلی پیش از اینکه نقش ری را بازی کند تا حد زیادی نا شناخته بود. ریدلی گفت که او برای این نقش، بارها در طی هفت ماه آزمایش شده‌است. ریدلی به همراه تعداد دیگری از بازیگران در اواخر آوریل ۲۰۱۷ اعلام شدند. بی‌تجربگی و کم بودن در معرض دید اما استعداد ناشناخته او باعث شده بود آبرامز برای برگزیدن او در نقش ری متقاعد شود.کندی نیز اعلام کرد «دیسی اعتماد به نفس خوبی دارد که برای شخصیتی که ما دنبال آن بودیم، بسیار مهم بود. او این خوش‌بینی را در جایی که امکان دارد، نشان می‌دهد.»

### مشخصات
ری به عنوان یک زن ۱۹ ساله در نیرو برمی‌خیزد معرفی شد. ری یک شخصیت لجوج، سرسخت، خوشبین و بسیار وفادار به دوستان خود است.مگان گاربر دربارهٔ ری استدلال کرد او در کوتاه مدت خودش را به عنوان یک جنگنده ثابت می‌کند. ری حساسی خود را به نیرو در زمانی که شمشیر نوری آناکین اسکای واکر را برمی‌دارد، نشان می‌دهد.

## حضور

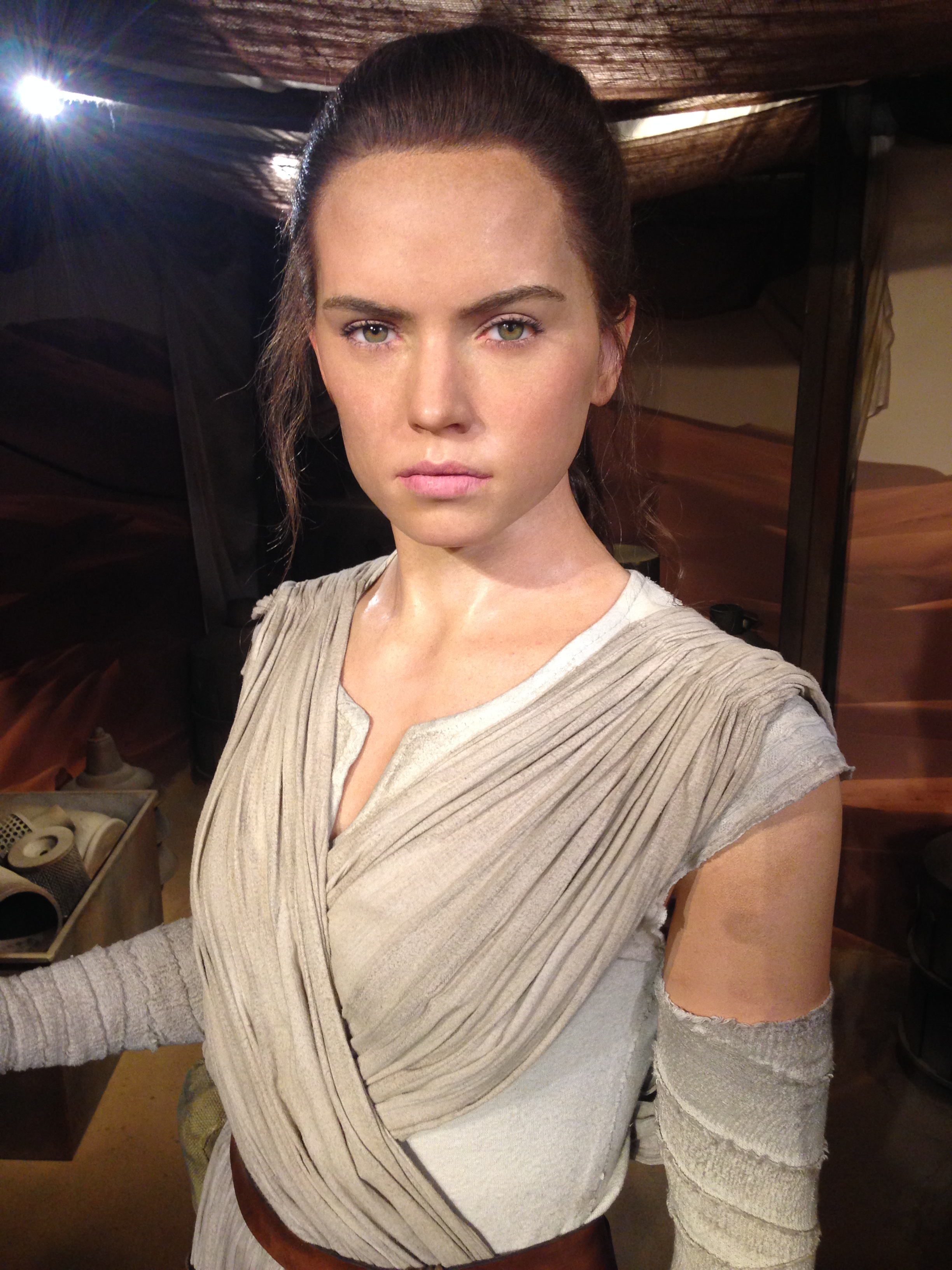
مجسمه مومی شخصیت جنگ ستارگان ری پالپاتین در موزه مادام توسو لندن.

### جنگ ستارگان نیرو برمی‌خیزد ۲۰۱۵
ری یک زباله گرد در سیاره جاکو است و با این کار غذای خود را تأمین می‌کند. او در حین زباله گردی به ربات بی‌بی-۸ برمی‌خورد. آنکر پلات می‌خواهد آن را از ری بگیرد اما ری که با فین آشنا شده‌است به کمک میلینیوم فالکون از جاکو فرار می‌کنند. سپس متوجه می‌شود که در بی‌بی-۸ نقشه محل لوک اسکای‌واکر وجود دارد. او به سیاره تاکودانا می‌رود و در آنجا شمشیر لوک اسکای واکر را می‌یابد. در آنجا کایلو رن او را به محفل یکم می‌برد و در آنجا می‌خواهد اطلاعات درون ذهن ری را توسط نیرو به دست آورد اما بخاطر اینکه در خود ری نیز نیرو وجود دارد اما از آن بی‌خبر است، نمی‌تواند بر او غلبه کند. کایلو رن برای کمک به اتاق اسنوک می‌رود و در این فاصله زمانی ری فرار می‌کند.
ری در صحنه‌های پایانی فیلم با کایلو رن روبرو می‌شود و در آنجا با شمشیر نوری به دوئل می‌پردازند. این مبارزه به دلیل ترک برداشتن زمین و جدا شدن مبارزان از هم بی‌نتیجه می‌ماند.
نقشه لوک اسکای‌واکر با استفاده از اطلاعات بی‌بی-۸ و اطلاعات قدیمی آر تو-دی تو تکمیل می‌شود و ری شمشیر لوک اسکای‌واکر را به محل او می‌برد تا آموزش ببیند.

### آخرین جدای ۲۰۱۸
ری در آخرین جدای یک شخصیت مرکزی و جدای است. ری در ادامه اتفاقات نیرو برمی‌خیزد، به محل لوک اسکای واکر می‌رود و شمشیر نوری اش را به او بازمی‌گرداند اما لوک به راحتی آن را کنار می‌گذارد و درخواست‌های ری را نادیده می‌گیرد. ری به او می‌گوید که به نمایندگی از مقاومت، برای بازگرداندن او و مبارزه با محفل یکم آمده‌است. لوک به او می‌گوید که چرا شخصاً به Ahch-To آمده‌است. همچنین ری از احساست خود و توانایی‌های عجیبی که در خود حس می‌کند و از آن‌ها می‌ترسد به لوک می‌گوید. لوک تصمیم می‌گیرد به ری راه و رسم نیرو را آموزش دهد. ری از طریق این آموزش، به طرف تاریکی نیرو وسوسه می‌شود. پس از این او با استفاده از نیرو با کایلو رن ارتباط برقرار می‌کند و رن می‌خواهد به او بفهماند که زمانی او شاگرد لوک بود، اما یک شب لوک را بالای سر خود دید که شمشیر نوری در دست دارد و قصد کشتن او را داشته‌است. در همین اثنا در یکی از مکالمات آن دو دست‌های هم را لمس می‌کنند. پس از این ری احساس می‌کند اگر پیش کایلو برود می‌تواند او را به سمت نور بکشاند. او دوباره درخواست خود را از لوک می‌کند اما زمانی که او رد می‌کند او با میلینیوم فالکون سیاره را ترک می‌کند.
کایلو رن او را به عنوان زندانی به اتاق اسنوک می‌برد. اسنوک او را شکنجه می‌دهد و حملات سهمگین نیروهایش به ناوگان‌های مقاومت را به ری نشان می‌دهد. سر انجام به رن دستور می‌دهد او را بکشد. کایلو رن به جای ری اسنوک را می‌کشد و آن دو با هم متحد می‌شوند تا محافظان ویژه اسنوک را از بین ببرند. پس از پیش رو برداشتن محافظان سرسخت اسنوک، رن از ری می‌خواهد به او ملحق شود و یک نظم جدید، جدا از بقایای لوک و اسنوک به کهکشان بدهند. اما ری امتناع می‌کند و از نیرو استفاده می‌کند تا شمشیر لوک را بگیرد. کایلو رن نیز همین کار انجام می‌دهد تا سرانجام شمشیر به دونیم تقسیم می‌شود. در همین حین معاون مقاومت آدمیرال هولدو توسط ناوگان خود، نظم ناوگان اسنوک را از بین می‌برد و باعث جدا شدن آن دو از هم می‌شود.
سپس ری با فالکون به سیاره کرایت، جایی که مقاومت با نیروهای کم خود در برابر محفل یکم ایستاده‌است می‌رود. او با تعدادی جنگنده پولک بال مبارزه می‌کند و آن‌ها را از بین می‌برد. بعد بر روی تخلیه بازماندگان مقاومت تمرکز می‌کند و آن‌ها را که پشت سنگ‌ها گیر افتاده‌اند پیدا می‌کند و با استفاده از نیرو موانع سنگی را کنار می‌زند و آن‌ها را به سمت فالکون هدایت می‌کند. او برای اولین بار با پو دامرون در فالکون آشنا می‌شود. ری مرگ لوک را احساس می‌کند و لیا نیز این را تأیید می‌کند.

## انتقادات
برخی بحث کرده‌اند که ری علیرغم بی تجربگیش بسیار ماهر است و او را به مری سو تبدیل کرده‌است. مکس لندیس، فیلمنامه‌نویس، در سال ۲۰۱۵ مجموعه‌ای از توییت‌ها را منتشر کرد که با تمسخر از به‌عنوان «فیلمی فن‌فیکشن با شخصیت اصلی مری سو» بر اساس مهارت‌های ظاهراً طبیعی ری به‌عنوان یک مکانیک، یک جنگنده، یک خلبان و حتی یک کاربر از نیرو.
در مقاله‌ای نوشته سانی باچ در واشینگتن پست، باچ استدلال می‌کند که فقدان ایرادات ری شخصیت او را کمتر جالب و قابل ربط می‌کند و می‌گوید: «مشکل ری این نیست که او یک زن است، بلکه این است که او یک شخصیت خسته کننده کامل است.» به‌طور مشابه، در مقاله‌ای از گاردین، پیتر بردشاو، منتقد فیلم، پیشنهاد می‌کند که کامل بودن ری تنش و درام داستان را تضعیف می‌کند و می‌نویسد: «ری نه تنها به‌طور چشمگیری جالب نیست، بلکه به عنوان یک انسان نیز قانع‌کننده نیست».

## یادداشت
1. ↑  داستان‌سرایی جنگ ستارگان: خیزش اسکای‌واکر نشان می‌دهد که «پسر» پالپاتین یک شبیه‌سازی شکست خورده از خودش بوده‌است.[۳]